# Missa brevis G-dur KV 49 (47d)
Missa brevis G-dur KV 49 (47d), Msza nr 1 – msza skomponowana przez Wolfganga Amadeusa Mozarta w okresie październik-listopad 1768. w Wiedniu.

## Obsada
- Soliści: Sopran, Alt, Tenor, Bas
- Chór: sopran, alt, tenor, bas
- Instrumenty: skrzypce (I, II), altówka, organy, basso continuo

Pierwsza msza skomponowana przez dwunastoletniego Mozarta. Jest to jedyna missa brevis, która ma w swojej obsadzie altówkę. W tym samym czasie przełomu lat 1768/1769 Mozart skomponował trzy msze: Missa solemnis c-moll KV 139 (47a) na konsekrację Waisenhauskirche przy Rennweg w Wiedniu, Missa brevis G-dur KV 49 (47d) oraz po powrocie do Salzburga – Missa brevis d-moll KV 65 (61a).
Msza składa się sześciu części:

1. Kyrie (Adagio, G-dur)
"Kyrie eleison..." (Andante, G-dur, 3/4)
2. Gloria
"Gloria" (Allegro, G-dur)
3. Credo (Allegro, G-dur, 3/4)
"Et incarnatus est..." (Poco Adagio, C-dur)
"Et resurrexit..." (Allegro, G-dur)
"Et in Spiritum Sanctum..." (Andante, C-dur; 3/4)
"Et in unam sanctam..." (Allegro, G-dur)
4. Sanctus (Andante, G-dur, 3/4)
"Pleni sunt coeli et terra..." (Allegro, G-dur, 3/4)
"Hosanna in excelsis..." (Allegro, G-dur, 4/2)
5. Benedictus (Andante, C-dur, 3/4)
"Hosanna in excelsis..." (Allegro, G-dur, 4/2)
6. Agnus Dei (Adagio, G-dur)
"Dona nobis pacem..." Allegro, G-dur, 3/8